# Gerhard Stauch

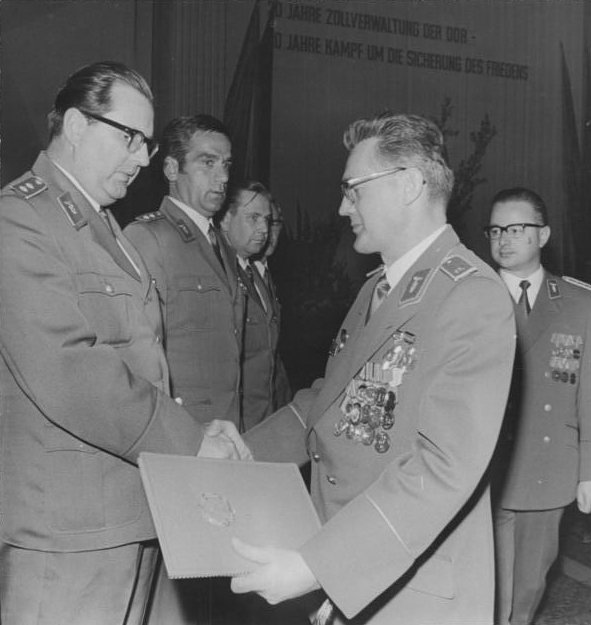
Gerhard Stauch (r.) 1972

Gerhard Stauch (* 21. Mai 1924 in Halle an der Saale; † 5. April 2017) war von 1954 bis 1989 Offizier im besonderen Einsatz des Ministeriums für Staatssicherheit der DDR und in dieser Eigenschaft von 1963 bis 1989 Chefinspekteur und Leiter der Zollverwaltung der DDR.

## Leben
Gerhard Stauch entstammte einer Arbeiterfamilie, sein Vater war Schlosser in Halle an der Saale. Von 1931 bis 1939 war er Schüler der Volksschule. Er schloss die Volksschule mit der 8. Klasse ab und erlernte bei der Firma Weise und Söhne in Halle an der Saale den Beruf des Drehers. Von 1938 bis 1942 war er Mitglied der Hitlerjugend und erreichte hier den Rang eines Oberkameradschaftsführers. Im April 1942 hatte er ausgelernt und arbeitete noch etwa sechs Monate als Dreher.
Im selben Jahr wurde Stauch zur deutschen Wehrmacht einberufen und wurde zunächst als Soldat in Frankreich später an der Ostfront in der Sowjetunion eingesetzt. Stauch gelang es gegen Kriegsende der Kriegsgefangenschaft zu entgehen und 1945 wieder in seiner Heimatstadt Halle anzukommen.
Zunächst ohne Arbeit, konnte er nach Eintritt in die KPD im August 1945 eine Anstellung als Hilfsarbeiter der Allgemeinen Krankenkasse finden. Kurz darauf beschäftigte ihn der Rat der Stadt Halle als Jugendreferent. Danach war Stauch Jugendsekretär des FDJ-Kreisvorstandes Halle. Von Oktober 1946 bis zum Februar 1949 war er Sekretär des SED-Kreisvorstandes Halle, danach nahm er ein Studium an der Parteihochschule „Karl Marx“ in Kleinmachnow auf, das er 1950 beendete.
Am 1. Januar 1951 wurde er in der Hauptabteilung Politkultur des Ministeriums für Staatssicherheit in Berlin Abteilungsleiter für Agitation und Propaganda. Ab etwa 1954 wurde Gerhard Stauch erstmals als Offizier im besonderen Einsatz (OibE) tätig, als er Leiter der Politischen Abteilung der Transportpolizei der DDR wurde. 1957 wurde Stauch zum Ministerium des Innern versetzt und übernahm dort die Funktion des Instrukteurs für Politische Kultur.
Weiterhin verpflichtet als Offizier im besonderen Einsatz, berief man ihn 1959 zunächst zum Stellvertreter des Leiters der Zollverwaltung der DDR. Nachdem Anton Ruh, der bisherige Leiter der Zollverwaltung der DDR, 1963 Botschafter der DDR in Rumänien geworden war, wurde Stauch zum Leiter der Zollverwaltung ernannt. Diese Position behielt er bis Ende 1989, dem Zeitpunkt des Zusammenbruchs der DDR. 1979 war er im MfS zum Oberst befördert worden.
Die offizielle Verabschiedung von Gerhard Stauch erfolgte am 15. Januar 1990 durch den Minister für Außenhandel Gerhard Beil, nachdem zuvor seine Entlassung durch den Ministerrat der DDR beschlossen worden war.
Gerhard Stauch war Verdienter Mitarbeiter der Staatssicherheit, seit 1973 Träger des Kampfordens „Für Verdienste um Volk und Vaterland“, seit 1977 Träger des Vaterländischen Verdienstordens in Gold der DDR und seit 1984 Held der Arbeit. Er war außerdem Mitglied des Präsidiums der Zentralen Leitung der Sportvereinigung Dynamo, dessen erster Vorsitzender Erich Mielke war.
Stauchs Nachfolger als Leiter der Zollverwaltung der DDR wurde 1990 Günther Arndt.
Nach seiner Entlassung engagierte sich Gerhard Stauch in der Initiativgemeinschaft zum Schutz der sozialen Rechte ehemaliger Angehöriger bewaffneter Organe und der Zollverwaltung der DDR e. V. (ISOR). Dieser eingetragene Verein steht zumindest im Verdacht, Geschichtsrevisionismus zu betreiben.